# Jörg Müller (Richter)
Jörg Müller (* 1. Februar 1965 in Stuttgart) ist ein deutscher Jurist. Er ist seit 2023 Präsident des Oberlandesgerichtes Karlsruhe.

## Leben
Jörg Müller studierte Rechtswissenschaften in Tübingen und Wales und absolvierte das Referendariat in Tübingen. Er trat 1995 in den Justizdienst des Landes Baden-Württemberg mit Assessorstationen am Amtsgericht Waiblingen, Landgericht Stuttgart und bei der Staatsanwaltschaft Stuttgart. Im Jahr 1999 wurde er als Referent für die Bereiche Gewinnabschöpfung, Jugendstrafrecht und Opferschutz in der Strafrechtsabteilung in das Justizministeriums Baden-Württemberg abgeordnet und befasste sich schwerpunktmäßig mit der Begleitung des Flowtex-Untersuchungsausschusses. Im Ministerium übernahm er 2002 die Leitung des Personalreferates für den höheren Dienst des Oberlandesgerichtsbezirkes Karlsruhe, zuletzt als Ministerialrat.
Von 2008 bis 2015 war er Präsident des Amtsgerichtes Karlsruhe und von 2015 bis 2023 Präsident des Landgerichtes Karlsruhe.
Im Juli 2023 wurde Müller zum Präsidenten des Oberlandesgerichtes Karlsruhe ernannt. Der Ernennung war eine Konkurrentenklage vorausgegangen.